# Aradena-Schlucht

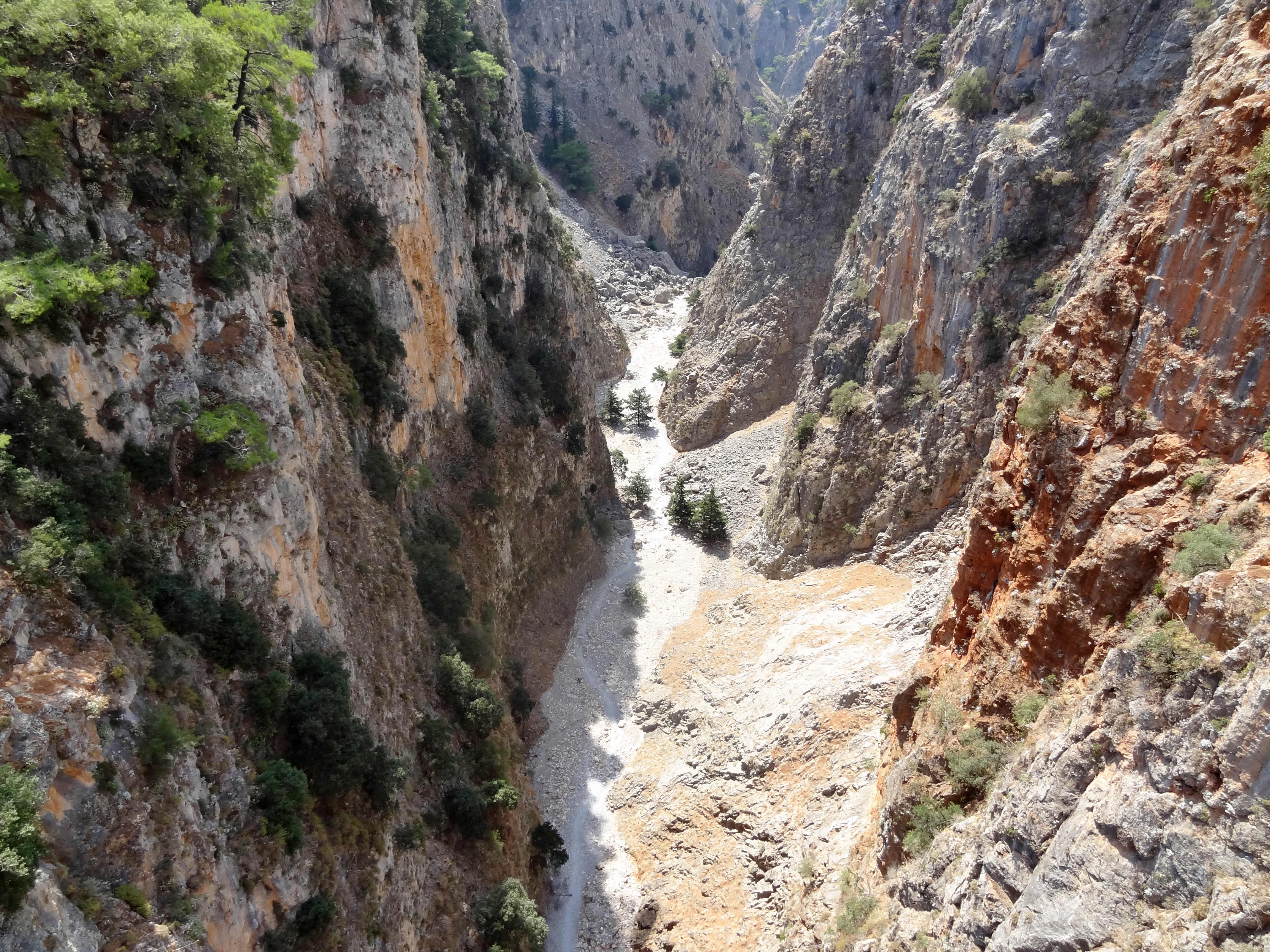
Die Schlucht südlich von Aradena

Die Aradena-Schlucht (griechisch Φαράγγι Αραδαίνας Farangi Aradenas) ist eine der weniger bekannten, aber dennoch eine der bemerkenswertesten Schluchten der Sfakia im Südwesten der griechischen Insel Kreta.

## Lage und Zugang
Der Schluchtausgang zum Libyschen Meer befindet sich einige Kilometer westlich von Loutro am sogenannten Marmara-Strand. Von dort aus windet sich die Schlucht nach Norden in Richtung der Lefka Ori (der „Weißen Berge“) und erreicht unterhalb des Dorfes Aradena (griechisch Αράδαινα) ihre engste Stelle. Die Felswände gehen dort fast senkrecht 138 Meter in die Höhe bei einer Schluchtbreite von nur zirka 8 Metern in der Sohle und etwa 25 Metern an der Oberkante.

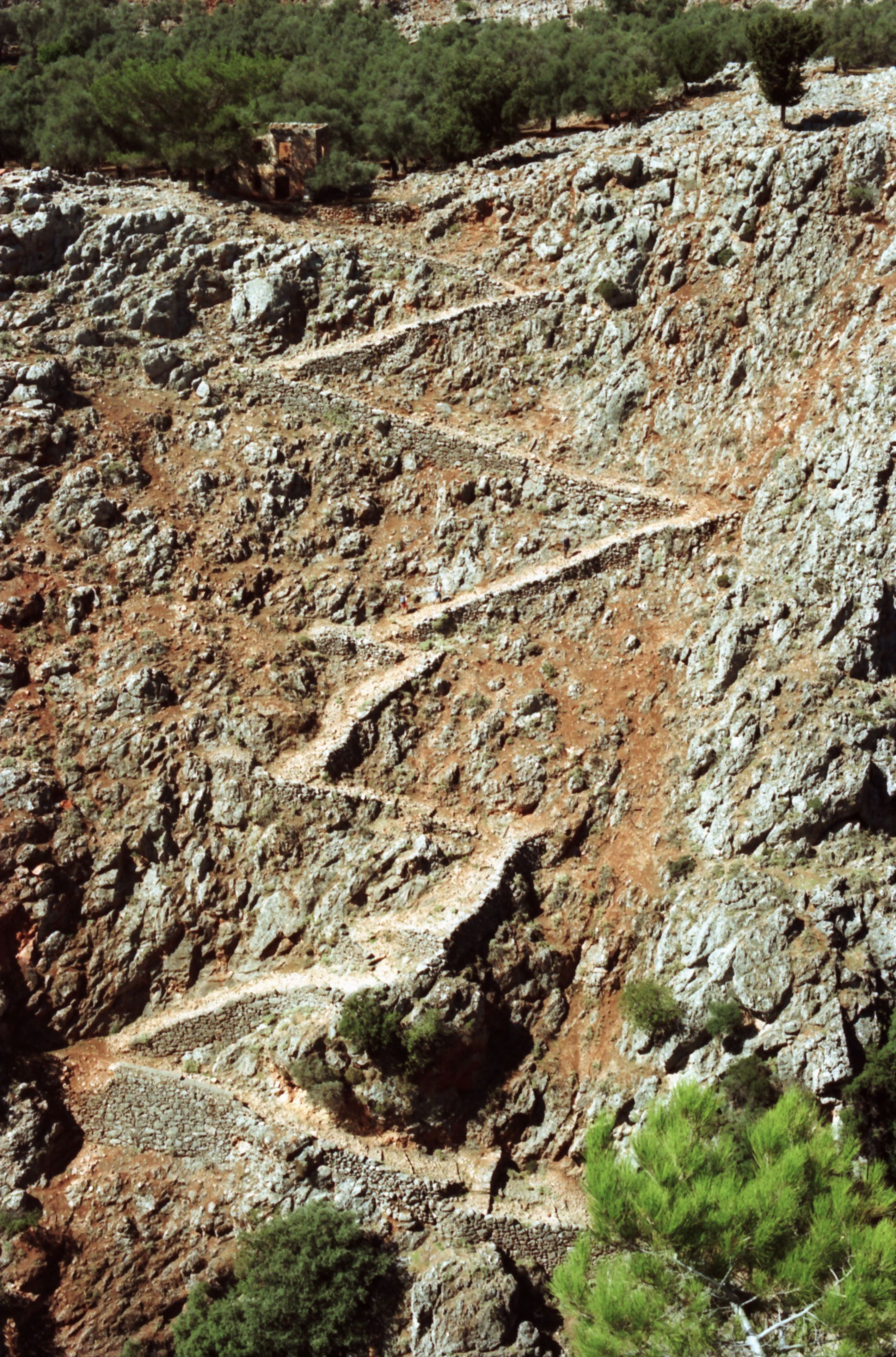
Kalderimi durchquert die Schlucht

Etwas nördlich der engsten Stelle führt ein befestigter Saumpfad (griechisch καλντερίμι Kalderimi) in die Schlucht hinab, bis 1986 war er die einzige Möglichkeit, die Schlucht zu durchqueren. Der Pfad verband das einige Kilometer östlich der Schlucht gelegene Dorf Anopoli mit dem direkt am Westhang der Schlucht gelegenen Dorf Aradena und mit Agios Ioannis etwas weiter westlich.
Ausgenommen nach starken Regenfällen ist die Aradena-Schlucht ganzjährig begehbar. Über eine Schlüsselstelle helfen zwei angebrachte Metallleitern und ein Seil. Die Durchquerung ist anspruchsvoll, bergsteigerisches Können ist jedoch nicht erforderlich. Der Aufstieg ab dem Meer bis Aradena dauert etwa drei Stunden.

## Die Brücke
1986 wurde eine Stahlträgerbrücke über die Engstelle gebaut, die Brücke ist eine Spende eines aus Agios Ioannis stammenden Mannes namens Vardinogiannis, welcher in die USA ausgewandert war und seinem Heimatdorf eine befahrbare Verbindung nach Anopoli und damit auch über Chora Sfakion an das restliche Straßennetz Kretas zukommen lassen wollte. Die Fahrbahn der Stahlkonstruktion besteht aus unbefestigten Holzplanken.
Erstmals 1993, alljährlich seit 2000 findet in den Sommermonaten von Juni bis Oktober Bungee-Jumping von der Brücke statt, angeblich der höchste Sprung von einer Brücke in Europa.

## Das Dorf
Das Dorf Aradena, direkt am westlichen Brückenkopf gelegen, konnte von der neuen Verkehrsverbindung nicht mehr profitieren, da es inzwischen nach einer der letzten „großen“ Vendettas der Sfakia in den 1950er Jahren entvölkert und verlassen worden war. Die Wohnhäuser des Dorfes sind zu Ruinen verkommen, nur die byzantinische Kreuzkuppelkirche Archangelos Michael wird noch instand gehalten. Die auf den Grundmauern einer frühchristlichen Basilika errichtete und mit Fresken ausgemalte Kirche geht bis ins 14. Jahrhundert zurück.

## Flora
An den Felswänden der Schlucht wachsen viele nur auf Kreta vorkommende (endemische) Pflanzenarten.

Ansichten von Aradena
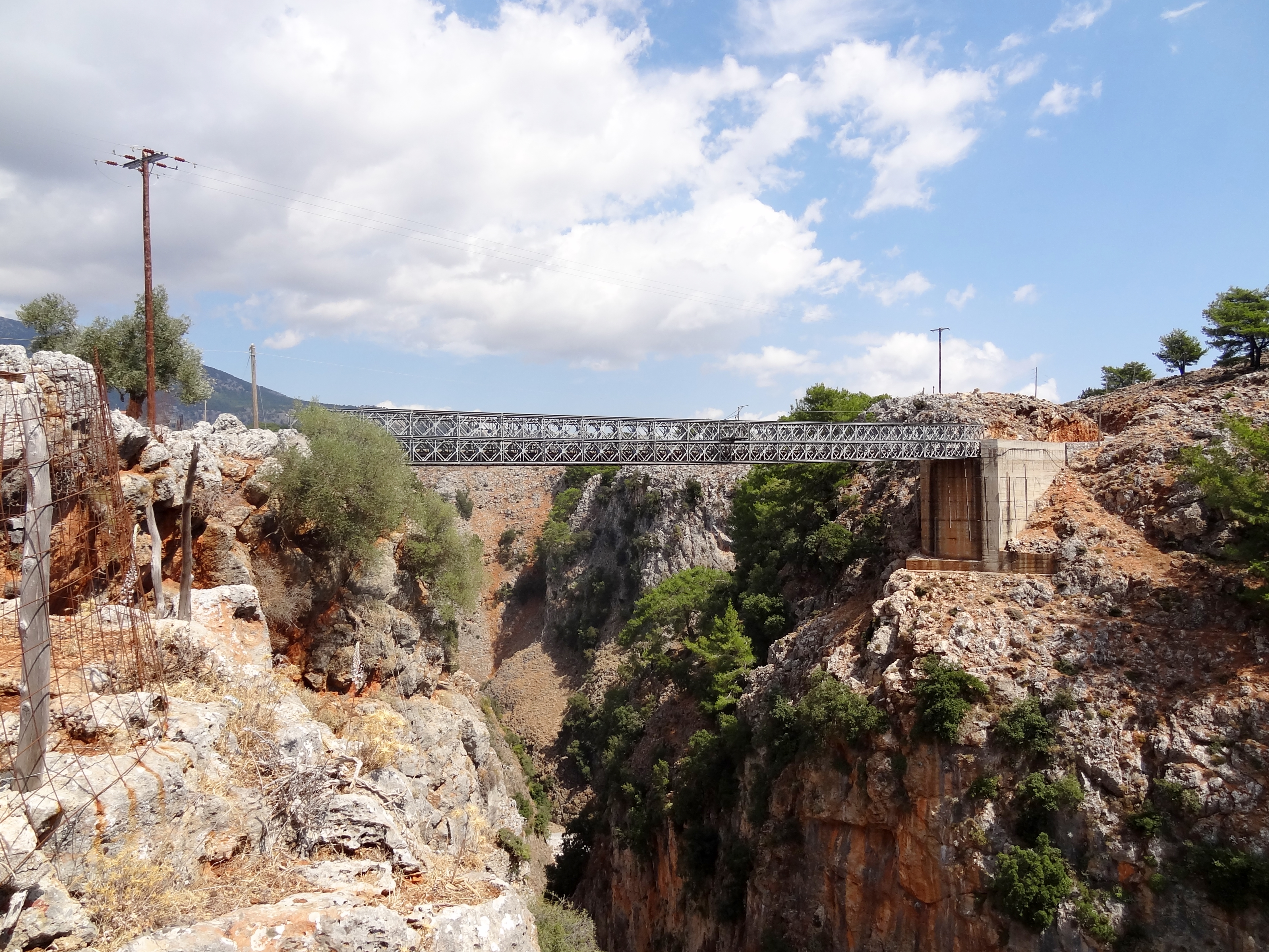
Brücke über die Schlucht nach Aradena
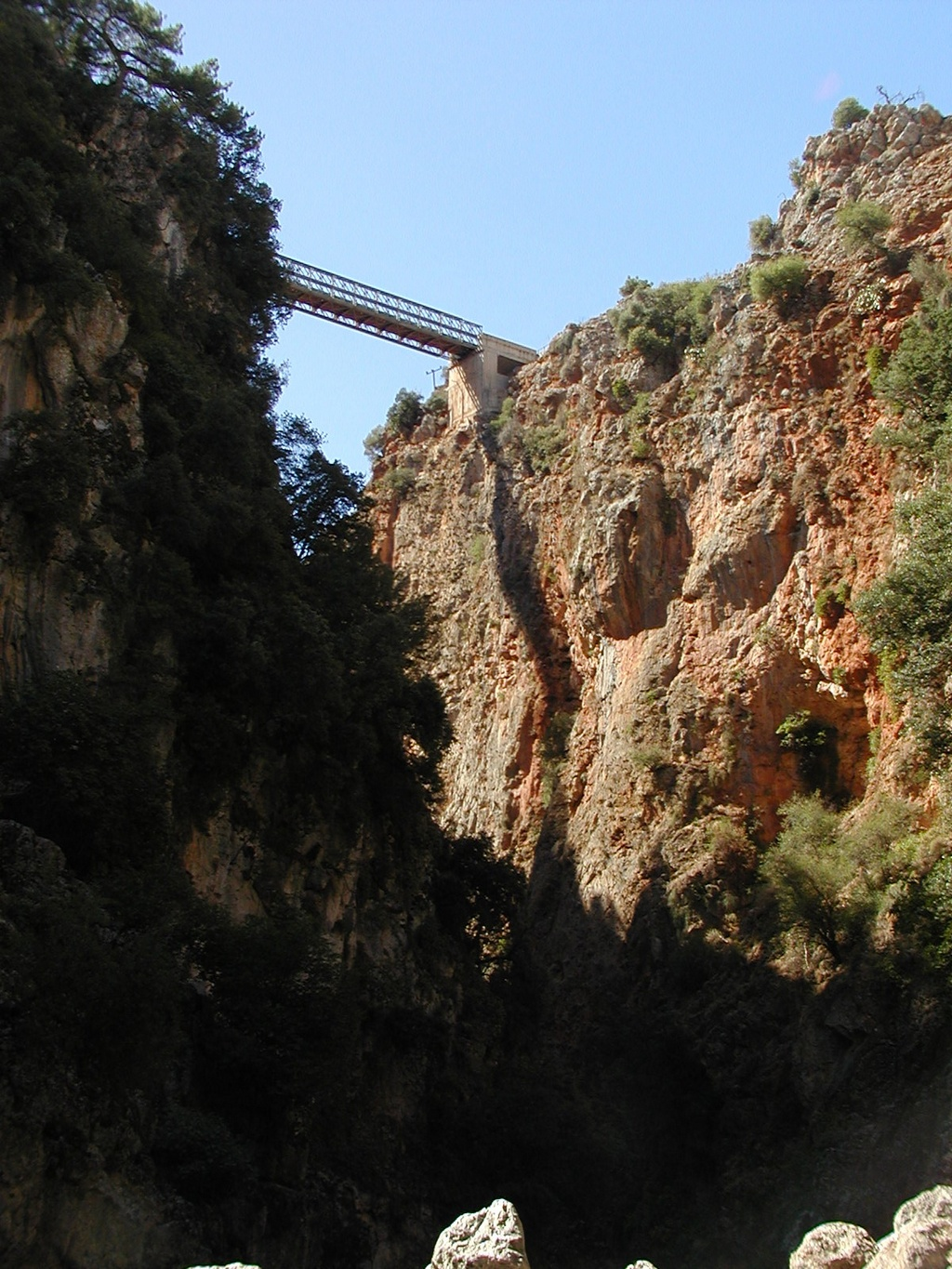
Brücke vom Wanderweg in der Schlucht gesehen
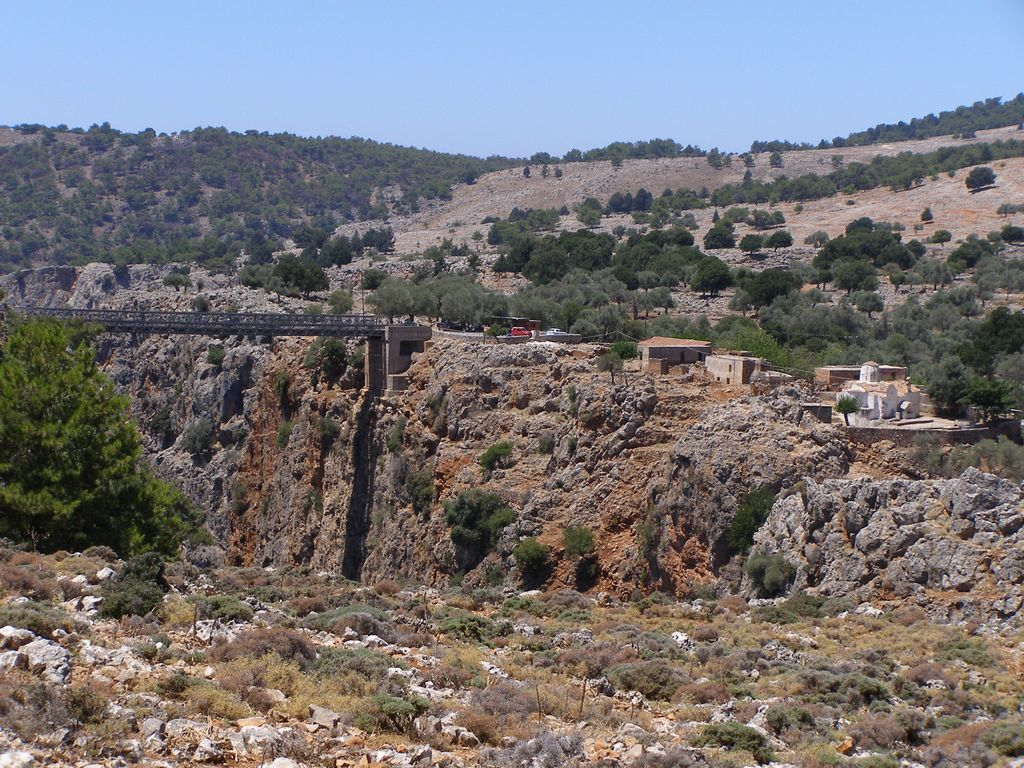
Blick über die Schlucht auf das Dorf Aradena
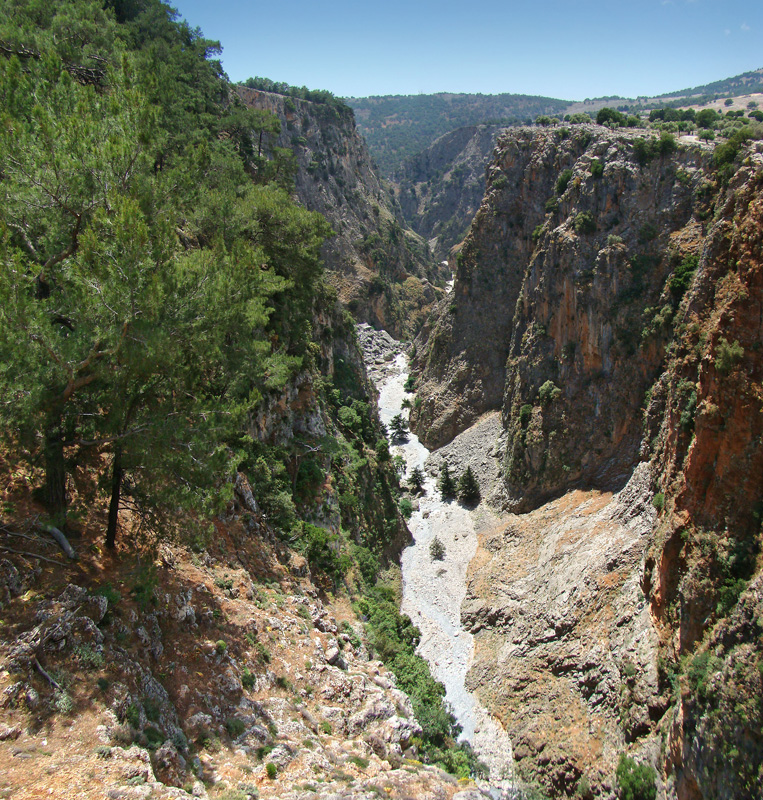
Blick auf die Schlucht
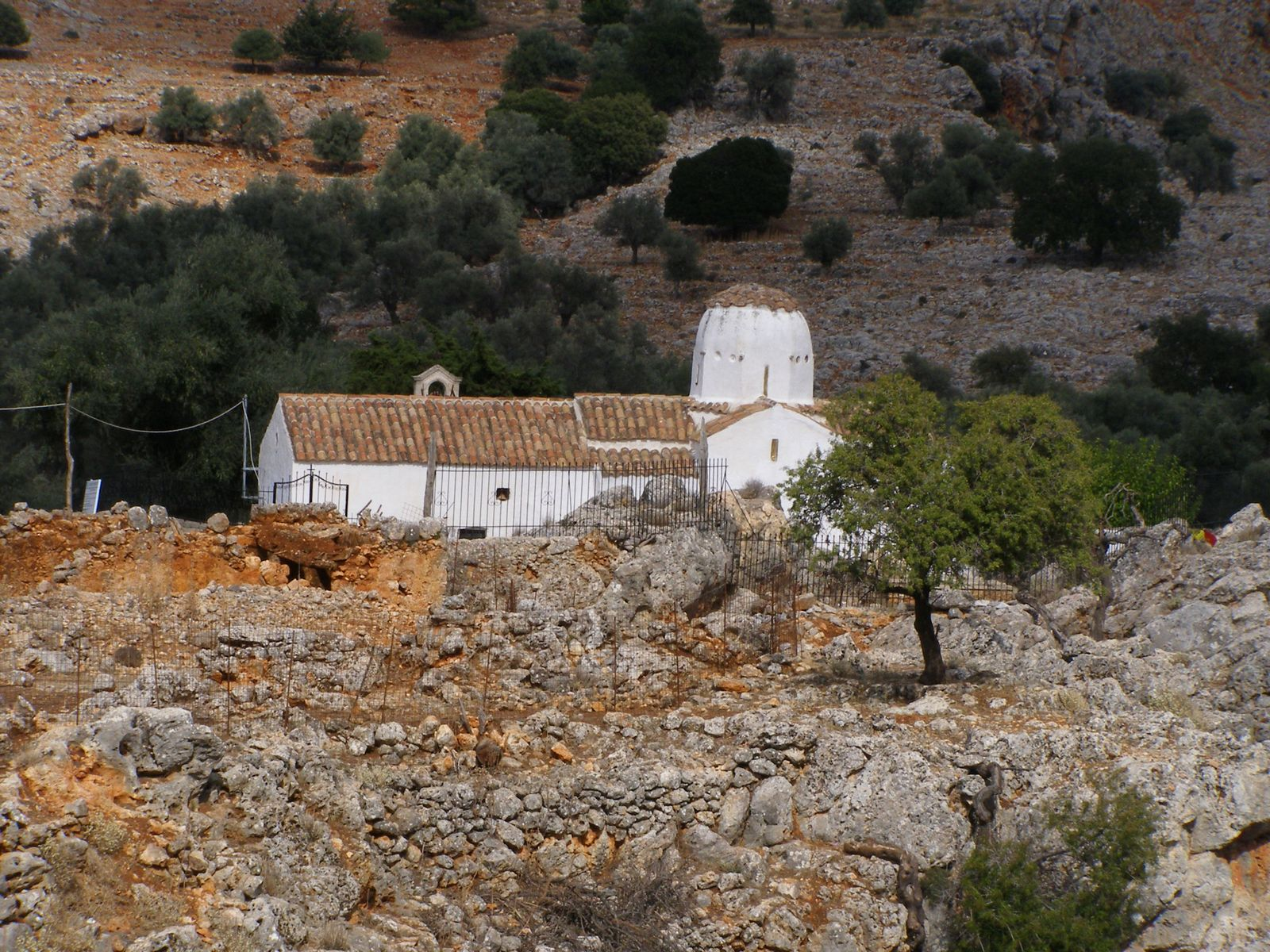
Mittelalterliche Kirche Archangelos Michael
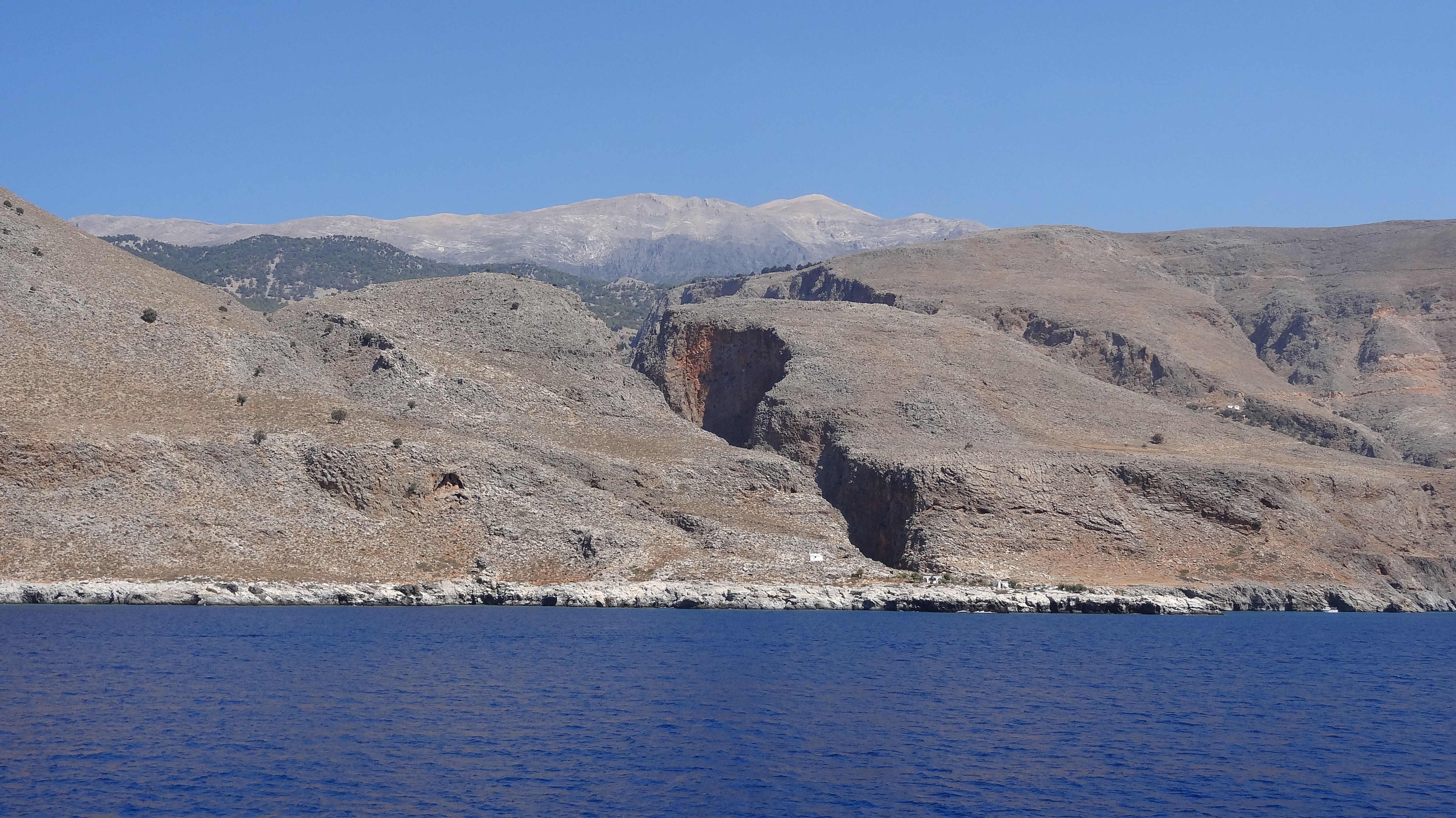
Ausgang der Schlucht am Marmara-Strand